# A Normalista
A Normalista é um romance de cunho regionalista do escritor Adolfo Caminha, publicado em 1893. Em sua época de lançamento foi pouco apreciado, mas posteriormente acabou apontado como um dos principais representantes do Naturalismo no Brasil. Nele, o autor traçou um quadro pessimista da vida urbana de sua época. Relata as muitas tristezas e poucas alegrias de uma jovem que é entregue por seu pai ao padrinho, para criá-la. Ela é uma menina normal, que estuda, tem uma amiga confidente, um pretenso namorado de nível muito superior ao seu e, desgraçadamente, é engravidada pelo padrinho e acaba casando-se com um alferes da polícia.